# ジェームズ・ドナルドソン (バスケットボール)
ジェームズ・リー・ドナルドソン3世 (James Lee Donaldson III, 1957年8月16日 - ) は、イギリス及びアメリカ合衆国の元プロバスケットボール選手。身長218cm、体重124kg。ポジションはセンター。

## 経歴
ドナルドソンはイングランドのヒーチャムで生れ、アメリカのカリフォルニア州で育った。進学したワシントン州立大学では通算171ブロックの学校記録を樹立した。1979年のNBAドラフト4巡目でシアトル・スーパーソニックスに指名され、イタリアのプロリーグで1年間プレーした後NBA入りした。ロサンゼルス・クリッパーズ時代の1984-85シーズンにリーグ1位のフィールドゴール成功率.637を記録した。1985年にダラス・マーベリックスに移籍し、チームが強豪へと成長するのに貢献した。マーベリックスがプレーオフでカンファレンス決勝進出を果たした1987-88シーズンは平均7.0得点9.3リバウンドをあげ、オールスターに選出された。1992年にマーベリックスを退団して以降は怪我に見舞われ、ニューヨーク・ニックスとユタ・ジャズで短期間プレーして1995年にNBAを去った。その後ギリシャやイタリアのプロリーグに在籍し、1999年に現役を引退した。
NBAでの成績は、957試合の出場で通算8,203得点7,492リバウンド1,267ブロック（平均8.6得点7.8リバウンド1.3ブロック）、フィールドゴール成功率.571（NBA史上14位）であった。マーベリックスで記録した4,589リバウンドは球団史上2位、615ブロックは同3位の数字である。